# ويتبينت
ويتبينت هي شركة إنترنت تأسست في عام 2005م، وتركز على الأخبار الترفيهية، وتطور نظامًا تقنيًا خاصًا باسم نظام التوزيع الاجتماعي، ويستخدم هذا النظام لتوفير تحليلات لموقع الويب الخاص به وكذلك للناشرين الآخرين على الإنترنت. تعمل ويتبينت على استضافة الويكي باستخدام برنامجها الخاص، قبل ان يتم الانتقال إلى استضافة المحتوى في عام 2010م.

## روابط خارجية
- الموقع الرسمي